# El Bosque (Chile)
El Bosque es una comuna ubicada en el sector sur de la ciudad de Santiago, capital de Chile. La comuna según el último censo está poblada por 162 505 habitantes. Su primer alcalde, Sadi Melo Moya, nombrado el 12 de agosto de 1991 por el entonces presidente de la República Patricio Aylwin Azócar, fue quien dio origen al proceso de formación de la comuna.
La comuna está atravesada por la Gran Avenida José Miguel Carrera. Es ocupada en gran parte por la Base Aérea El Bosque-Escuela de Aviación Capitán Ávalos, la que ocupa cerca de 1/4 del territorio de la comuna.

## Historia
A fines del siglo XVIII, la zona que hoy abarcan las comunas de Lo Espejo, La Cisterna, El Bosque y San Bernardo, tenían por propietario a Pedro Gutiérrez de Espejo, quien da el nombre a la villa Lo Espejo. Gracias a las obras que se realizaron en esa misma época para sacar agua del Río Maipo y regar el Llano, nace el canal San Carlos y el llamado canal del río Maipo. Finalmente en 1819 se terminan las obras del canal del Maipo. De allí en adelante el páramo será un vergel, con el agua pasan a ser las mejores tierras agrícolas del país y son especiales para agricultura y viticultura. Uno de los canales de esa época pasa por el actual paradero 40 de la Gran Avenida, y lleva el nombre de “Canal Espejino”, del cual queda un viejo puente de dos arcos.
El 9 de febrero de 1821 se funda la villa de San Bernardo. Hacia 1850, al norte del canal Espejino se planta un bosque que abarcaba desde el paradero 31 al 40, entre Gran Avenida y la línea férrea, este bosque fue llamado “El Bosque de Espejo” y finalmente “El Bosque”.
El 11 de febrero de 1913, se crea la Escuela de Aeronáutica Militar en los Campos de Lo Espejo, la que pasaría en 1936 a ser la Base Aérea El Bosque y la Escuela de Aviación Capitán Ávalos, concentrando el grueso de la actividad aeronáutica de esta rama de las Fuerzas Armadas. A la altura del paradero 33, se instala un observatorio meteorológico y astronómico que dio el nombre a esa calle y que servía para apoyar los vuelos de los aviones y la aeronavegación.
En 1981, El Bosque se forma como comuna, pero solamente por ley, ya que no es sino hasta 1991 que inicia sus funciones. Se conforma a partir de territorios que pertenecían a las comunas de La Cisterna y San Bernardo.
A fines de 2014 se anuncia la expansión del Metro de Santiago hacia la comuna, con 4 nuevas estaciones extendiendo la línea 2 desde La Cisterna, hasta el Hospital el Pino, en el límite con San Bernardo.
Actualmente sus límites son al norte con la comuna de La Cisterna, por la Avenida Lo Espejo y Riquelme (paradero 28 de Gran Avenida), al poniente con la comuna de San Bernardo, por la Avenida Ochagavia y Avenida José Joaquín Prieto Vial, al oriente con la comuna de San Ramón, y La Pintana, por la avenida San Francisco y al sur con la comuna de San Bernardo, por la Avenida Lo Blanco (paradero 39 de Gran Avenida).

## Medio ambiente

### Geomorfología y componentes abióticos

Trazado simplificado de los ecosistemas y cuerpos de agua presentes en la comuna de El Bosque.

La comuna de El Bosque se encuentra emplazada en la unidad geomorfológica de Cuenca de Santiago; y presenta según la clasificación climática de Köppen clima mediterráneo de lluvia invernal (Csb). Esta además se halla en la cuenca hidrográfica de río Maipo. La comuna no posee cuerpos de agua naturales.

### Componentes bióticos
Dentro del territorio de la comuna se podrían hallar los siguientes ecosistemas; sin embargo, debido a que la totalidad de su superficie se halla urbanizada, no existen vestigios de zonas naturales sin intervención humana:
- Bosque espinoso mediterráneo andino donde predominan Acacia caven y Baccharis paniculata
- Bosque espinoso mediterráneo interior donde predominan Acacia caven y Prosopis chilensis

### Medidas de protección ambiental y conflictos socioambientales
Hasta 2022, la comuna de El Bosque no cuenta con ninguna zona dentro de su área territorial destinada a la protección ambiental.

## Administración

### Municipalidad
La Ilustre Municipalidad de El Bosque es dirigida en el período 2024-2028 por el alcalde Manuel Zúñiga Aguilar, militante del Partido Socialista de Chile, quién es asesorado por los concejales:
- Simón Melo Contreras (PS)
- Lorena Downey Belmar (PS)
- Nicol Sepúlveda Hernández (PS)
- Patricia del Carmen Coñoman Carrillo (PCCh)
- Carlos Contreras Muñoz (RN)
- Rafael Valenzuela Pérez (REP)
- Rosa Peralta Valenzuela (REP)
- Patricia Arriagada Núñez (UDI)

### Representación parlamentaria
El Bosque integra el Distrito Electoral n.º 13 junto con las comunas de San Miguel, Lo Espejo, La Cisterna, Pedro Aguirre Cerda y San Ramón, y pertenece a la 7.ª Circunscripción Senatorial (Región Metropolitana).
Diputados (2022-2026)
- Gael Yeomans Araya (CS)
- Lorena Pizarro Sierra (PCCh)
- Cristhian Moreira Barros (UDI)
- Eduardo Durán Salinas (RN)
- Daniel Melo Contreras (PS)

Senadores (2022-2030)
- Fabiola Campillai Rojas (Ind.)
- Manuel José Ossandón Irarrázabal (RN)
- Rojo Edwards Silva (PRCh)
- Luciano Cruz-Coke Carvallo (EVOP)
- Claudia Pascual Grau (PCCh)

## Economía
En 2018, la cantidad de empresas registradas en El Bosque fue de 1.833. El Índice de Complejidad Económica (ECI) en el mismo año fue de 1,52, mientras que las actividades económicas con mayor índice de Ventaja Comparativa Revelada (RCA) fueron Fabricación de Aeronaves y Naves Espaciales (607,85), Actividades de Investigación (144,81) y Servicios de Corta de Madera (98,77).

## Transporte

### Metro

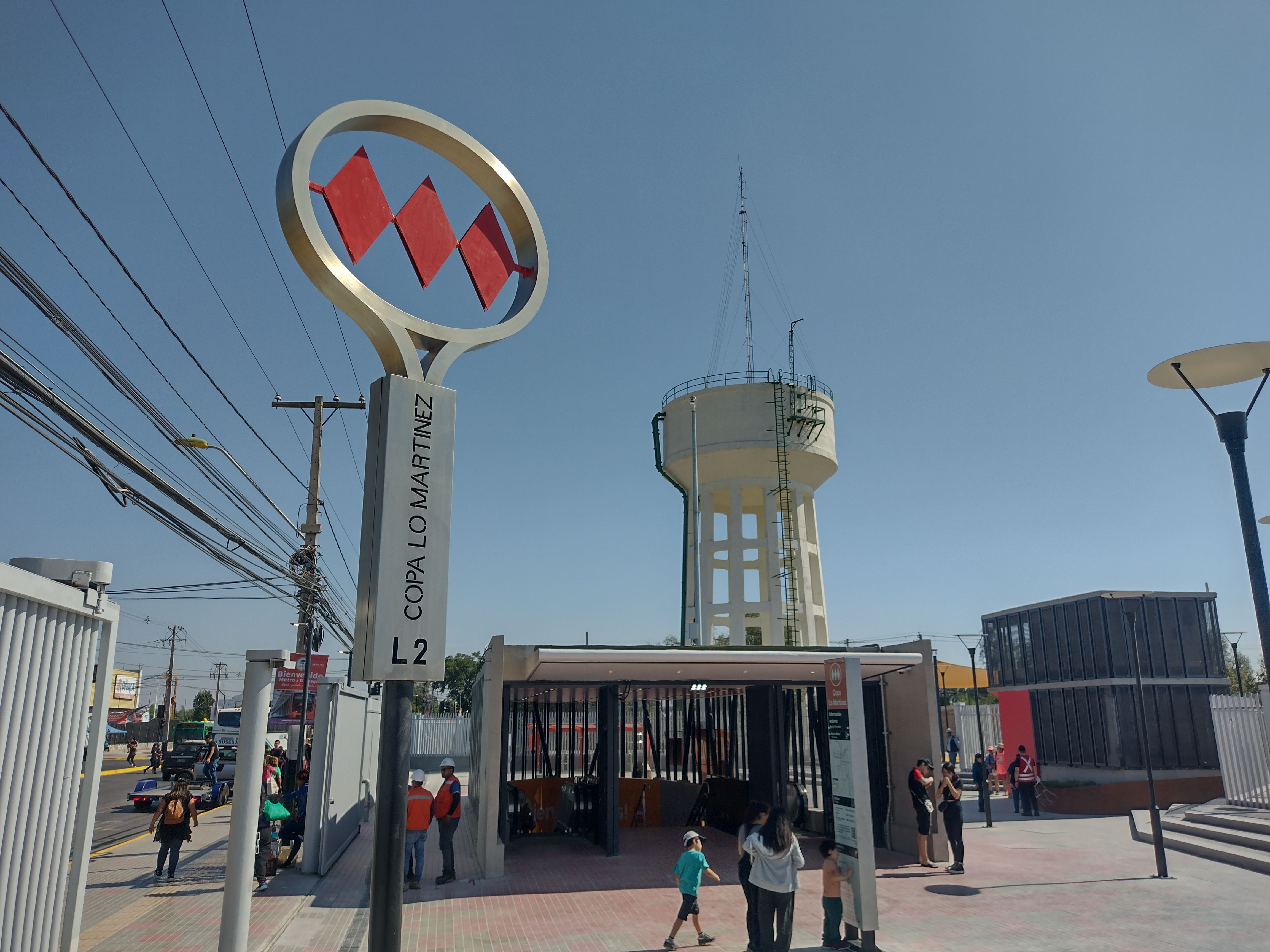
Acceso a la estación Copa Lo Martínez junto a la copa de agua.

Desde el 27 de noviembre de 2023 la comuna cuenta con 3 estaciones de la Línea 2 del Metro de Santiago, todas por la Avenida Padre Hurtado:
- : El Bosque • Observatorio • Copa Lo Martínez

### Tren Nos-Estación Central
A partir de marzo de 2017 la comuna es beneficiada con una estación del servicio Tren Nos-Estación Central:
- Estación Lo Blanco

### Arterias viales

#### Sentido oriente-poniente
- Avenida Lo Espejo
- Calle Alejandro Guzmán
- Avenida Observatorio
- Avenida Lo Martínez
- Avenida Lo Blanco
- Calle Jorge Luco

#### Sentido norte-sur
- Gran Avenida José Miguel Carrera
- Avenida Padre Hurtado (ex Los Morros)
- Avenida San Francisco

### Servicios Red Metropolitana de Movilidad de la comuna
La comuna cuenta con los siguientes recorridos del Red Metropolitana de Movilidad:
- 201: Mall Plaza Norte - San Bernardo Servicio 24/7 Unidades Red Euro 6
- 203: Avenida Recoleta - La Pintana Unidades Red Euro 6
- 203c: La Granja - La Pintana
- 203e: Santiago Centro - La Pintana
- 203n: Huechuraba - Paradero 43 Santa Rosa
- 211: Metro Macul - Nos
- 211c: EIM La Cisterna  - Villa Las Palmeras
- 223: Santiago Centro - Pueblito Lo Espejo
- 228: EIM La Cisterna - Población Angelmó
- 229: Metro La Moneda - La Pintana
- 262n: Metro Macul - Villa España
- 264n: Pedro Fontova - Santo Tomás
- 271: Santiago Centro - San Bernardo
- 301: Juan Antonio Ríos - Población Angelmó Servicio 24/7
- 301c: EIM La Cisterna - Población Angelmó
- 301c2: EIM La Cisterna - Lo Blanco
- 302: Metro Santa Ana - La Pintana
- 302n: Metro Santa Lucía - La Pintana
- 428: Quilicura - EIM La Cisterna
- 428c: ENEA - EIM La Cisterna
- 428e: EIM Los Libertadores - EIM La Cisterna
- F05: EIM La Cisterna - Pie Andino
- F06: EIM La Cisterna - Pie Andino
- F20: EIM La Cisterna - Pie Andino Servicio 24/7
- G01: Villa 4 de Septiembre - Santo Tomás
- G01c: Villa 4 de Septiembre - Paradero 21 Santa Rosa
- G04: EIM La Cisterna - Santo Tomás
- G05: EIM La Cisterna - El Castillo
- G07: San Francisco - Lo Herrera
- G08: EIM La Cisterna - La Selva Servicio 24/7
- G08v: EIM La Cisterna - Mall Plaza Sur
- G11: EIM Lo Ovalle - Lo Blanco
- G13: EIM La Cisterna - El Castillo
- G14: Estación Lo Blanco - Valle Nevado
- G15: EIM La Cisterna - Santo Tomás
- G16: EIM La Cisterna - Lo Blanco
- G22: EIM La Cisterna - Villa España
- G23: Estación Lo Blanco - Paradero 43 Santa Rosa
- G24: Poblacion Valle Nevado - Metro Hospital El Pino
- G28: Angelmo - C. Civico La Pintana
- G31: Lo Blanco - Algelmo
- G34: Lo Vara - Metro La Cisterna
- G35: Metro Copa Lo Martínez - El Castillo
- G43: Estac. Lo Blanco - San Alberto de Nos